# Lee Keun-ho
Lee Keun-Ho (Incheon, 11 de abril de 1985) é um ex-futebolista profissional sul-coreano.

## Carreira
Lee Keun-Ho representou a Seleção Sul-Coreana de Futebol nas Olimpíadas de 2008.